# Megachile soledadensis
Megachile soledadensis är en biart som beskrevs av Cockerell 1900. Megachile soledadensis ingår i släktet tapetserarbin, och familjen buksamlarbin. Inga underarter finns listade i Catalogue of Life.